# Сеген, Жинетт
Жинетт Сеген (фр. Ginette Seguin; 19 апреля 1934, Квебек) — канадская горнолыжница, участница Олимпийских игр 1956 года.
Её внучка, Ким Ламарр, — бронзовый призёр Олимпийских игр в Сочи в 2014 году во фристайле.

## Биография
В спортивной программе на Олимпийских играх в Кортина д'Ампеццо Жинетт выступала в скоростном спуске (1 минута и 58,2 секунды — и 33 место), гигантском слаломе (2:16,6 и 36 место) и слаломе (2:15,6 и 18 место).